# Danielle Arciniegas
Danielle Arciniegas Martínez (Pereira, 22 de maio de 1992) é uma atriz, modelo e cantora colombiana. Ela é internacionalmente conhecida por sua participação em produções televisivas colombianas Esmeraldas, Hijos de Sangra Azul e Eu Sou Franky, onde na última interpreta Tamara Franco.

## Biografia
Danielle nasceu na cidade de Pereira, Colômbia. Filha de Germán Ossa, crítica de cinema e Margarita Martínez, tem dois irmãos: Alejandro e Juliana. Arciniegas cresceu num ambiente familiar artístico, já que seu pai era o diretor do filme Critics Meeting em Pereira. Ela fez parte do primário e todo o secundário na escola O Ensino. Começou a atuar em 1997 com apenas quatro anos, na série "As crianças invisíveis", dirigida por Lisandro Duque.
Seu primeiro trabalho de reconhecimento internaciona foi na série Esmeraldas em 2015, feita pela colombiana Caracol Televisión onde interpretava a versão jovem de Verónica Guerrero. 
Namorou o ator colombiano Sebastián Vega entre 2013 e 2015. Em 2017, começou a namorar o cantor do grupo musical Piso 21, David Escobar Gallego. Em 7 de setembro do ano seguinte, nasceu Ella, a filha do casal, que se casaram em 2019.

## Filmografia
| Ano       | Produção                           | Personagem                        | Canal                                          |
| --------- | ---------------------------------- | --------------------------------- | ---------------------------------------------- |
| 2018-2019 | María Magdalena                    | Salomé                            | Azteca 7 / Sony Pictures Televisión / Dopamine |
| 2018-2019 | Loquito por ti                     | Yaneth Arango                     | Caracol Televisión                             |
| 2017      | Francisco el matemático            | Maria Monica Sanchez 'La Barby's' | RCN Televisión                                 |
| 2015-2016 | Yo soy Franky                      | Tamara Franco                     | Nickelodeon Latinoamérica                      |
| 2015      | Las hermanitas Calle               | Julieta Martínez                  | Caracol Televisión                             |
| 2015      | Hilos de Sangre Azul               | Lola Garcés                       | RCN Televisión / Teleset                       |
| 2015      | Esmeraldas                         | Verónica Guerrero                 | Caracol Televisión                             |
| 2014-2015 | Cumbia Ninja                       | Viviana                           | Fox (Latinoamérica)                            |
| 2014      | Quien mató a Patricia Soler        | Juliana                           | Mundo Fox / RTI Televisión                     |
| 2013-2014 | Tu voz estéreo                     | Varios personajes                 | Caracol Televisión                             |
| 2008      | El pacto                           |                                   |                                                |
| 2002      | Los asombrosos días de Guillermino |                                   |                                                |
| 1997      | Los niños invisibles               |                                   |                                                |

## Prêmios e indicações
| Ano  | Premiação                        | Categoria             | Trabalho                | Resultado |
| ---- | -------------------------------- | --------------------- | ----------------------- | --------- |
| 2016 | Kids Choice Awards México        | Vilã Favorita         | Yo soy Franky           | Indicada  |
| 2016 | Kids Choice Awards Colombia 2016 | Vilã Favorita         | Yo soy Franky           | Indicada  |
| 2016 | Kids Choice Awards Colombia 2016 | Chica Trendy          | Yo soy Franky           | Ganhadora |
| 2016 | Kids Choice Awards Argentina     | Vilã Favorita         | Yo soy Franky           | Indicada  |
| 2017 | Premios TVyNovelas (Colombia)    | Melhor atriz de Série | Francisco el Matemático | Indicada  |
| 2017 | Kids Choice Awards Colombia      | Atriz Favorita        | Francisco el Matemático | Indicada  |
| 2018 | Premios ChipTV                   | Atriz de Série        | Francisco el Matemático | Ganhadora |